# Кастільйоне-ін-Теверина
Кастільйоне-ін-Теверина (італ. Castiglione in Teverina) — муніципалітет в Італії, у регіоні Лаціо,  провінція Вітербо.
Кастільйоне-ін-Теверина розташоване на відстані близько 90 км на північ від Рима, 27 км на північ від Вітербо.
Населення — 2368 осіб (2014).
Щорічний фестиваль відбувається 3 травня. Покровитель — SS. Filippo e Giacomo (santissimo Crocifisso).

## Демографія
Населення за роками:

Станом на 1 січня 2023 року в муніципалітеті офіційно проживало 313 іноземців з 24 країн, серед них 191 громадянин країн Євросоюзу та 7 громадян України.

## Сусідні муніципалітети
- Баньореджо
- Чивітелла-д'Альяно
- Лубріано
- Орв'єто